# Resistencia de Tihamá
La Resistencia Tihamá es un grupo armado formado por lugareños de la región de Tihama  en Yemen, cuyo objetivo es resistir el control hutí de la región de la costa occidental de Yemen. El grupo se formó en 2014, cuando los Hutíes se apoderaron de Al-Hudayda y el resto del norte del país . El grupo estuvo activo en 2015, al comienzo de la guerra, participando en la Campaña de Taiz del lado de la coalición pro-Hadi iniciada por Arabia Saudita.      En diciembre de 2017, el grupo participó en la ofensiva de la gobernación de Al-Hudayda, junto con los Emiratos Árabes Unidos, Arabia Saudita, leales a Hadi y combatientes del Movimiento del Sur .     El grupo está estrechamente alineado con la Resistencia Nacional de Tareq Saleh y las Brigadas de Gigantes . 